# Valle nacional činantek
Valle nacional činantek (valle nacional chinantec; ISO 639-3: cvn), jedan od činantečkih jezika, velika porodica otomang, kojim govori 1 500 (1990 popis) Činantek indijanaca ma sjeveru meksičke države Oaxaca.
Raširen je u općini San Juan Bautista Valle Nacional, a najviše se govori u gradiću San Mateo Yetla. Kao drugi jezik koriste španjolski.

## Vanjske poveznice
- Ethnologue (14th)
- Ethnologue (15th)